# Antipatros I.
Antipatros I. (altgriechisch Ἀντίπατρος Antípatros, lateinisch Antipater; † 287 v. Chr.) war ein König von Makedonien. Er war der mittlere von drei Söhnen des früheren makedonischen Königs Kassander und der Thessalonike. 
Antipater trat nach dem Tod seines älteren Bruders, Philipp IV., im Jahre 296 v. Chr. gemeinsam mit seinem Bruder Alexander V. die Herrschaft an. Weil der jüngere von ihrer mitregierenden Mutter bevorzugt wurde, ermordete Antipater sie. Nachdem sich Alexander zunächst mit Demetrios Poliorketes und dann mit Pyrrhos I. verbündet hatte, floh Antipater gemeinsam mit seiner Gattin Eurydike nach Thrakien zu seinem Schwiegervater Lysimachos, in der Hoffnung, von diesem wieder in sein Königreich zurückgeführt zu werden. Aber nachdem Demetrios Poliorketes 287 v. Chr. aus Makedonien vertrieben worden war, strebte Lysimachos selbst nach dem Thron und ließ Antipater deshalb ermorden.
Es folgten in Makedonien mehrere Jahre der Herrschaft auswärtiger Monarchen: Zunächst Pyrrhos (287–285 v. Chr.), dann Lysimachos (285–281 v. Chr.), der von Ptolemaios Keraunos abgelöst wurde (281–279 v. Chr.). Nach diesem regierte kurz Meleagros, anschließend Antipatros II., der aber bereits nach wenigen Monaten von Sosthenes ermordet wurde.
Antipater wird häufig mit der Ordnungszahl „II.“ genannt, in Unterscheidung zu seinem gleichnamigen Großvater Antipater, der aber nie König von Makedonien war.